# 鄭靚歆
鄭靚歆（1995年6月4日—），藝名Jin，台灣女演員。為我愛黑澀會美眉成員，為眾多黑澀會美眉中年紀最小的一位，當時只有13歲。姐姐甜兒同為黑澀會美眉的成員。家境不俗。2010年首度演出電影《酷马》（Cool-Ma）表現獲得《中國國際兒童電影節最佳女演員獎》。2011年在湖南衛視偶像劇，花樣少年少女大陸版《落跑甜心》擔任女主角，之後赴美讀高中。2016演出電影「奇幻同學會」。2018主演電視劇「20之後」作品有入圍金鐘獎。2021 作品包括「酷蓋爸爸」及「女力報到-男人止步」。2022參與運動實境節目全明星運動會第4季表現突出有著「全明星女戰神」的稱號並獲得兩座MVP及全明星最佳鏡頭獎項。

## 個人生活

### 感情婚姻
- 2023年5月20日，郑靓歆晒照，透露自己去年520被女友Aky采熙求婚。

- 2024年4月26日，郑靓歆和德国妻子Aky郑采熙举行婚礼。

## 演出作品

### 電影
| 年份 | 片名           | 飾演         | 導演           |
| 2010 | 《酷馬》       | 汪語唐(糖果) | 王小棣         |
| 2016 | 《奇幻同學會》 | A-Sam        | 林清介、傅睿邨 |

### 電視劇
| 年份 | 片名                     | 飾演         | 導演               |
| 2013 | 《落跑甜心》             | 徐令娜 徐磊  | 王明台             |
| 2018 | 《20之後》               | 藍子靜       | 王小棣             |
| 2020 | 《酷蓋爸爸》             | Alex         | 陳怡妤             |
| 2021 | 《女力報到－愛情公寓》   | 李芳可(麥可) | 王為、廖斐鴻、林森 |
| 2021 | 《女力報到－男人止步》   | 李芳可(麥可) | 王為、廖斐鴻、林森 |
| 2021 | 《女力報到－男人止步2》  | 李芳可(麥可) | 王為、廖斐鴻、林森 |
| 2021 | 《女力報到－愛的故事》   | 李芳可(麥可) | 王為、廖斐鴻、林森 |
| 2021 | 《第一次遇見花香的那刻》 | 總召         | 鄧依涵             |
| 2022 | 《酷蓋爸爸2》            | Alex         | 陳怡妤             |
| 2023 | 《免疫屏蔽》             | 顧步桃       | 吳凱蕙             |

### 綜藝節目
| 年份   | 頻道             | 名稱         | 備註               |
| ------ | ---------------- | ------------ | ------------------ |
| 2007年 | Channel V        | 我愛黑澀會   | 黑澀會成員「冰冰」 |
| 2022年 | 台視、三立都會台 | 全明星運動會 | 第四季成員。       |

### MV演出
- 下輩子別再做女人

## 外部連結
- 鄭靚歆的Facebook專頁
- 鄭靚歆的Instagram帳戶
- 鄭靚歆的新浪微博